# Anne Ross Cousin
Anne Ross Cousin född Cundell 27 april 1824 och död 6 december 1906 i Skottland. Författare, bland annat till Immanuel's Land vars engelska inledningstext The sands of time are sinking, som översattes till svenska av Erik Nyström.

## Psalmer
- Se, tidens timglas sjunker, nr 708 i Svenska Missionsförbundets sångbok 1920. Finns på Wikisource.